# Euphrasia azorica
Euphrasia azorica là loài thực vật có hoa thuộc họ Cỏ chổi. Loài này được H.C.Watson mô tả khoa học đầu tiên năm 1844.